# Йоганн-Генріх Фелер
Йоганн-Генріх Фелер (Johann-Heinrich Fehler; 20 вересня 1910, Шарлоттенбург — 15 травня 1993) — німецький офіцер-підводник, капітан-лейтенант крігсмаріне. Кавалер Німецького хреста в золоті.

## Біографія
3 квітня 1936 року вступив на флот. З грудня 1939 року служив на допоміжному крейсері «Атлантіс». В січні 1942 року переданий в розпорядження головнокомандування ВМС «Північ». З березня 1942 року — офіцер групи Військово-морського училища Мюрвіка. В березні-вересні 1943 року пройшов курс підводника, у вересні-грудні — курс командира човна. З 2 березня 1944 року — командир підводного човна U-234. 16 квітня 1945 року вийшов у свій перший і останній похід. 14 травня здався американському ескортному міноносцю «Саттон».

## Звання
- Кандидат в офіцери (3 квітня 1936)
- Фенріх-цур-зее (1 липня 1936)
- Оберфенріх-цур-зее (1 січня 1938)
- Лейтенант-цур-зее (1 квітня 1938)
- Оберлейтенант-цур-зее (1 жовтня 1939)
- Капітан-лейтенант (1 грудня 1942)

## Нагороди
- Залізний хрест
  - 2-го класу (30 серпня 1940)
  - 1-го класу (7 грудня 1940)
- Нагрудний знак допоміжного крейсера (21 грудня 1941)
- Німецький хрест в золоті (23 квітня 1942)